# Леурень
Леурень, Леурені (рум. Lăureni) — село у повіті Муреш в Румунії. Адміністративно підпорядковане місту М'єркуря-Ніражулуй.
Село розташоване на відстані 257 км на північний захід від Бухареста, 13 км на схід від Тиргу-Муреша, 90 км на схід від Клуж-Напоки, 119 км на північний захід від Брашова.

## Населення
За даними перепису населення 2002 року у селі проживали 296 осіб.
Національний склад населення села:
| Національність | Кількість осіб | Відсоток |
| -------------- | -------------- | -------- |
| румуни         | 152            | 51,4%    |
| цигани         | 105            | 35,5%    |
| угорці         | 38             | 12,8%    |

Рідною мовою назвали:
| Мова      | Кількість осіб | Відсоток |
| --------- | -------------- | -------- |
| румунська | 152            | 51,4%    |
| циганська | 105            | 35,5%    |
| угорська  | 38             | 12,8%    |